# يوم حلية
يوم حلية وهو يوم من أيام العرب في الجاهلية وكان بين هذيل والأزد في منطقة حُلية قرب وادي أمول الموجود اليوم شرق مركز بني يزيد اقصى جنوب مكة المكرمة. قال أبو عبيدة البكري «بفتح أوله على وزن فعول من لفظ الأمل قاله أبو الفتح موضع تلقاء حلية».

## الأحداث
قال الجمحي في رواية هذا اليوم.
| يوم حلية | كان من شأن بني صاهلة أنه غزا منهم سبعة يريدون حيا من الأزد حتى قدموا فقتلتهم ثابر الا رجلا واحدا من بني ملاص بن صاهلة. فبلغ ذلك بني صاهلة وهم في نخلة فغضب سلمى بن المقعد وحلف لا يمس رأسه غسل ولا دهن حتى يقتل بهم فغزاهم ببني صاهلة فوجدهم بحلية فصبحهم وأباحوا ديارهم | يوم حلية |

وقال في ذلك قصيدة منها.
وقال سلمى بن المقعد الهذلي في هذا اليوم.

## شعراء ثابر
وقال احد شعراء ثابر وهو الحشر الثابري انقتل له ابنان في هذه المعركة فقال في ذلك.